# 워터 디바이너
《워터 디바이너》(영어: The Water Diviner)는 2014년 개봉한 영화이다. 러셀 크로가 주연을 맡고 직접 감독도 하였다.
제1차 세계 대전 도중 갈리폴리 전역에 투입되었다 행방불명된 세 아들을 찾으러 튀르키예로 향하는 오스트레일리아 농부를 주인공으로 한다.

## 줄거리
1차 세계대전 직후, 호주 농부이자 물 점쟁이인 조슈아 코너는 전쟁에 참전했다가 돌아오지 못한 세 아들을 찾아 터키로 떠난다. 아내의 자살 이후, 그는 아들들의 시신을 찾아 고향으로 데려와 아내와 함께 묻어주기로 결심한다. 이스탄불에서 전쟁 미망인인 아이셰가 운영하는 호텔에 머물면서 조슈아는 갈리폴리로 향하지만, 그곳은 민간인 출입이 금지된 상황이다. 조슈아의 사연을 알게 된 아이셰는 그가 배를 구해 갈리폴리로 갈 수 있도록 돕는다.
갈리폴리에 도착한 조슈아는 호주 및 뉴질랜드 군인들이 대규모 매장 작업을 진행 중임을 알게 된다. 터키군 장교 하산은 조슈아의 간절함에 감명을 받아, 호주군 장교 휴즈에게 조슈아가 아들들을 찾을 수 있도록 우선적으로 협조해줄 것을 설득한다. 결국 조슈아는 두 아들의 무덤을 찾지만, 꿈에서 셋째 아들 아서가 살아있음을 본다. 하산은 아서가 포로로 잡혔을 가능성을 알려준다.
조슈아는 아서를 찾기 위해 다시 이스탄불로 돌아가지만, 많은 터키군 기록이 소실되어 아서가 수용된 포로수용소를 찾는 데 실패한다. 그는 아이셰의 호텔로 돌아가고, 아이셰는 시동생 오메르와 강제 결혼을 강요받고 있다는 사실을 알게 된다. 조슈아가 이들의 싸움에 끼어들자 아이셰는 오히려 조슈아를 비난하며 내쫓는다. 호텔을 떠나는 조슈아는 오메르에게 공격받지만 하산의 부하인 제말의 도움으로 위기를 모면한다. 제말은 조슈아를 하산에게 데려가고, 하산은 그리스군이 터키를 침공하여 그들과 싸우러 간다고 말한다. 조슈아는 아들을 찾을 희망을 품고 하산의 군대와 동행하기로 한다. 호텔로 돌아와 짐을 챙기는 그에게 아이셰는 사과한다.
기차 안에서 제말은 연합군 참호에서 발견한 크리켓 배트의 용도를 묻고, 조슈아는 터키군에게 크리켓 규칙을 설명해 준다. 갑작스러운 그리스군의 공격으로 기차는 파괴되고, 제말은 죽고 조슈아와 하산만 살아남는다. 조슈아는 크리켓 배트로 하산을 살리고 둘은 피신한다. 그들은 조슈아가 꿈에서 본 풍차가 있는 마을에 도착하고, 그곳에서 살아있는 아서와 재회한다. 아서는 전쟁 중 동생 에드워드가 심각한 부상을 입었고, 고통을 끝내달라는 부탁에 어쩔 수 없이 그를 죽였음을 고백한다. 죄책감 때문에 가족에게 돌아갈 수 없었다고 말한다.
그리스군이 마을을 공격하고 조슈아와 아서는 도망치려 한다. 아서는 아버지와 함께 갈 수 없다고 하지만 조슈아는 아내와 아들 없이 돌아갈 곳이 없다고 말한다. 결국 아서는 아버지와 함께 탈출한다. 그들은 무사히 아이셰의 호텔로 돌아오고, 조슈아가 아이셰가 끓인 커피를 마시는 장면으로 영화는 끝난다. 이는 아이셰가 조슈아에게 사랑을 느끼게 되었음을 암시한다.

## 출연
- 러셀 크로 - 조슈아 오코너 역
- 올가 쿠릴렌코 - 아이셰
- 딜런 조지애디스 - 오르한
- 이을마즈 에르도안 - 하산 소령
- 젬 이을마즈 - 제말 하사
- 자이 코트니 - 시릴 휴스 중령
- 라이언 코어 - 아서 코너
- 재클린 매켄지 - 일라이자 코너
- 이저벨 루커스 - 나탈리아
- 메르트 프라트 - 육군 장교
- 대니얼 윌리 - 찰스 브린들리 대위
- 데이먼 헤리먼 - 매킨타이어 신부
- 메건 게일 - 파트마
- 데니즈 아크데니즈 - 이맘
- 스티브 바스토니 - 오메르
- 제임스 프레이저 - 에드워드 오코너
- 벤 오툴 - 헨리 오코너
- 로버트 머몬 - 데머겔리스 대령
- 찰리 앨런 - 역 광장의 군인
- 마이클 도먼 - 그리브스
- 소피아 포리스트 - 이디스
- 크리스토퍼 서머스 - 터커

## 한국판 성우진(KBS) (2015년 9월 26일)
- 홍시호 - 조슈아(러셀 크로우)
- 은영선 - 아이셰(올가 쿠릴렌코)
- 김정호 - 핫산(일마즈 에르도간)
- 강구한 - 휴즈 중령(제이 코트니)
- 차명화 - 엘리자(재클린 매켄지) / 파타마(메건 게일)
- 조진숙 - 오르한(딜런 게오르기아데스)
- 유동균 - 제말(젬 이을마즈) / 도슨(베네딕트 하디)
- 박상훈 - 아서(라이언 코)
- 이호인 - 목사(데이몬 헤리맨) / 대위(댄 와일리)
- 이희탁 - 군인(마이클 도어맨)
- 탁원정 - 아서의 동생(제임스 프레이저)
- 박노식 - 터커 병장(크리스토퍼 소머스) / 아서의 동생(벤 오툴)